# Hemiptera
Ordre

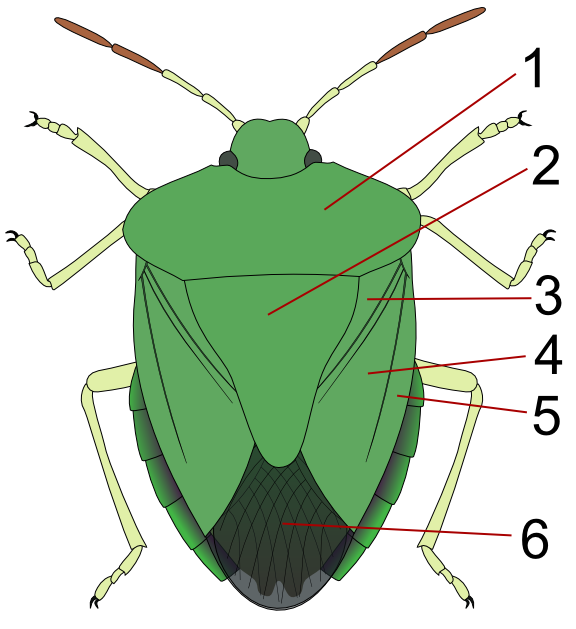
Anatomie des hémélytres (ou hémiélytres) : ailes antérieure des hémiptères (1 : pronotum ; 2 : scutellum ; 3 : clavus) composées d'une partie basale chitineuse, la corie (4 : endocorie ; 5 : exocorie ou embolium) et d'une membrane apicale (6).

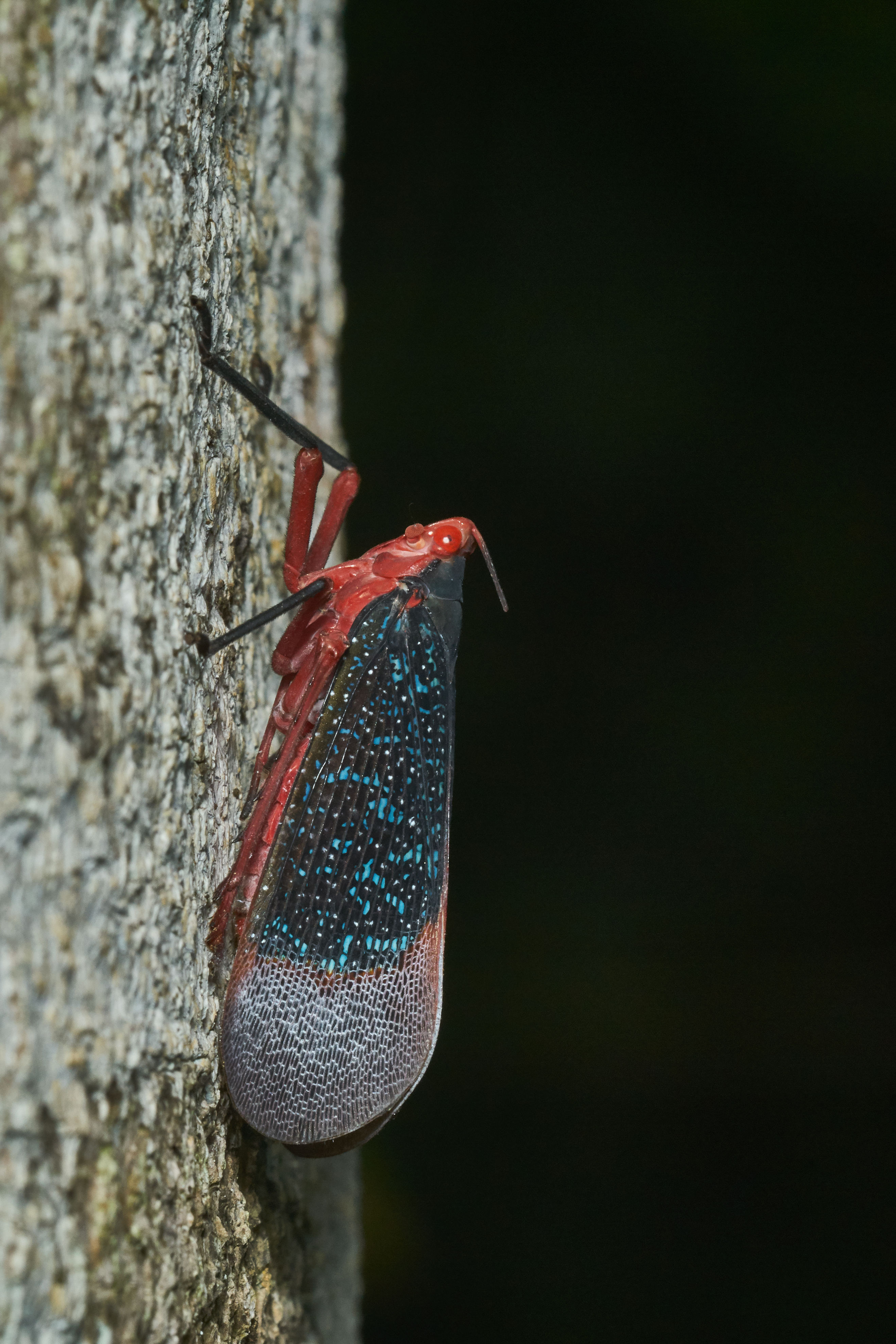
Kalidasa lanata, sur Swietenia macrophylla, en Inde.

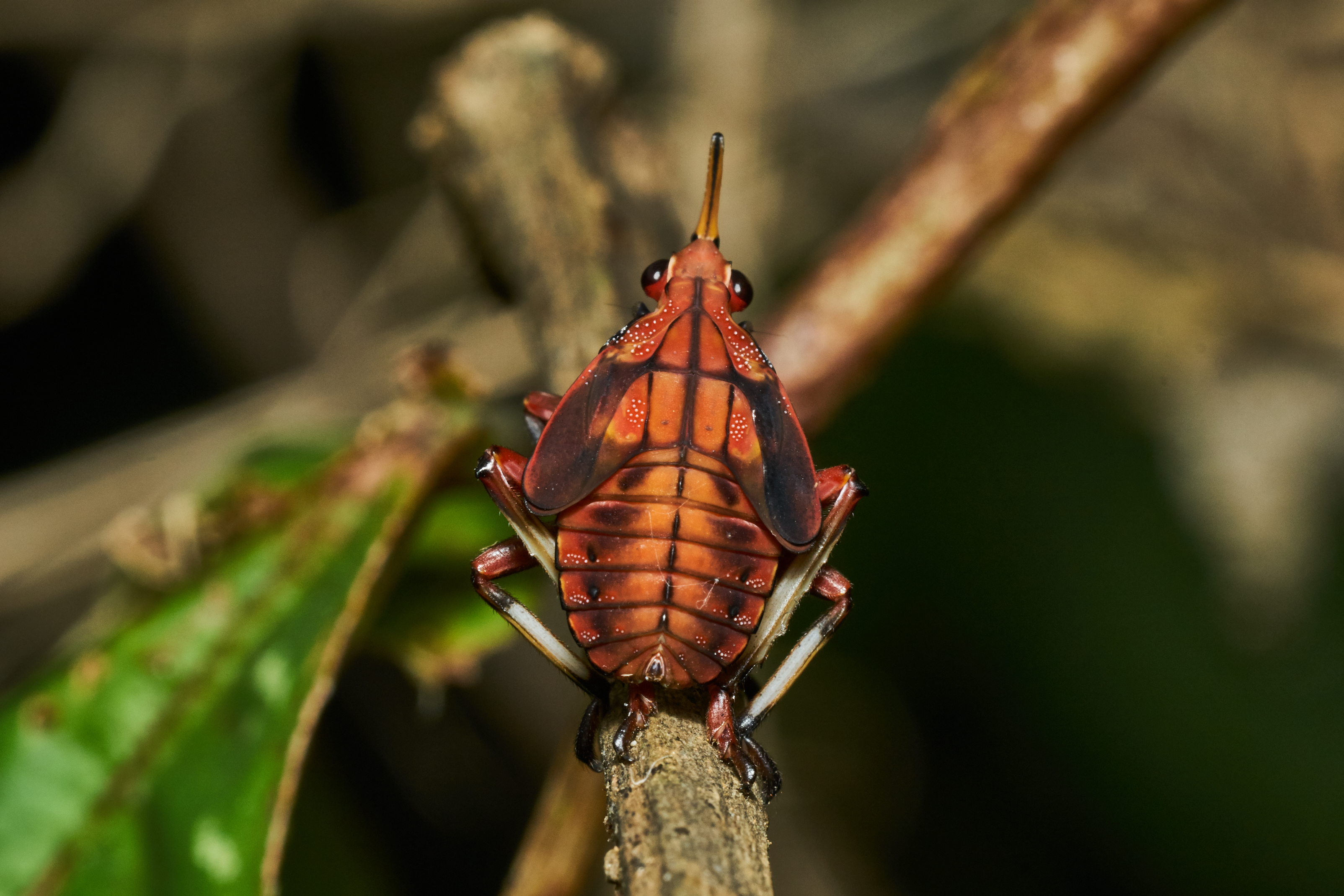
Kalidasa lanata, stade nymphe, en Inde.

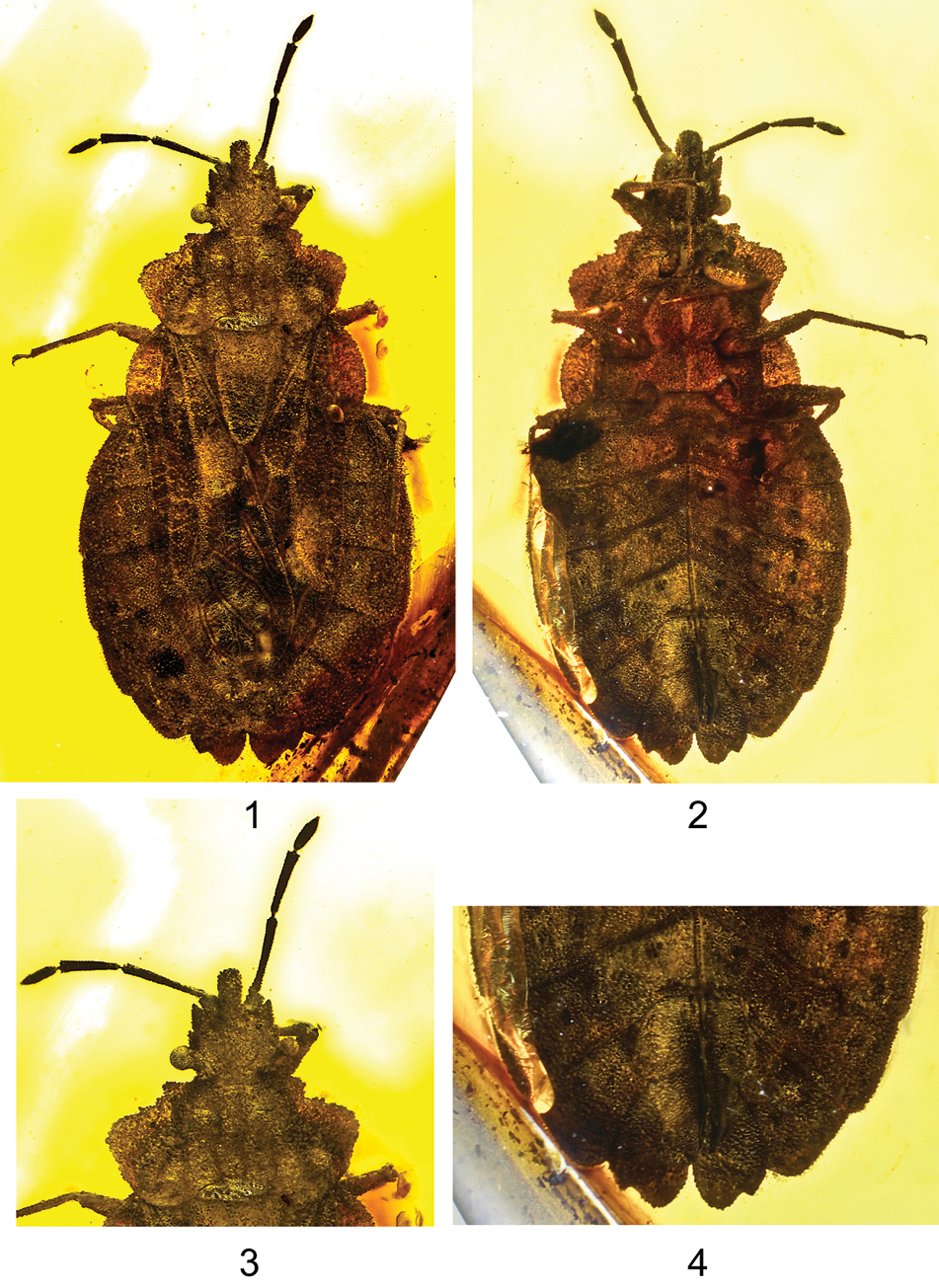
Aradus macrosomus, hémiptère fossile trouvé dans l'ambre de la Baltique.

Les hémiptères (Hemiptera) sont un ordre d'insectes, de sous-classe des ptérygotes, de la section des néoptères et du super-ordre des paranéoptères.
Cet ordre comprend près de 100 000 espèces d'insectes le plus souvent suceurs de phloème, comme les cigales, pucerons, cochenilles et punaises. Son existence remonte à plus de 250 millions d'années.

## Biologie
Les membres de cet ordre sont caractérisés par :
- des antennes longues ;
- des pièces buccales piqueuses avec un long rostre articulé, des palpes maxillaires et labiaux absents ;
- deux paires d'ailes dont l'une, en partie cornée, est transformée en hémiélytre chez les hétéroptères.

Le développement est du type hétérométabole paurométabole.
90 % des espèces connues sont phytophages.

## Évolution de la classification
L'ordre des hémiptères a longtemps été appelé Rhynchota, ou Rhynchotes en français, du grec scientifique ῥύγχος, rhúgkhos, signifiant « bec », « nez », « groin », en raison du rostre piqueur-suceur qui les caractérise parmi tous les autres insectes. Rincoti est le nom italien pour désigner les hémiptères.
Il était traditionnellement subdivisé en deux sous-ordres : les homoptères (cigales, cicadelles, pucerons, cochenilles, etc.) et les hétéroptères (punaises). Cette différenciation était basée sur la structure des ailes et la position du rostre. L'ordre est maintenant divisé en au moins 4 sous-ordres, après qu'il a été établi que les familles regroupées dans le taxon Homoptera constituaient un groupe paraphylétique.
Liste des sous-ordres actuels :
- Auchenorrhyncha Duméril, 1806
- Coleorrhyncha Myers & China, 1929
- Heteroptera Latreille, 1810
- Sternorrhyncha Duméril, 1806

Le cladogramme ci-dessous montre le placement des hémiptères dans les paranéoptères, ainsi que la relation entre les quatre sous-ordres des hémiptères. Les noms sont indiqués entre parenthèses lorsque cela est possible.
|  | Sphaeropsocidae                                                                        |
|  |                                                                                        |
|  | \| \| Liposcelididae (poux de livre) \| \| \| \| \| \| Phthiraptera (poux) \| \| \| \| |
|  |                                                                                        |
|  | Liposcelididae (poux de livre)                                                         |
|  |                                                                                        |
|  | Phthiraptera (poux)                                                                    |
|  |                                                                                        |

|  | Liposcelididae (poux de livre) |
|  |                                |
|  | Phthiraptera (poux)            |
|  |                                |

|  | Sphaeropsocidae                                                                        |
|  |                                                                                        |
|  | \| \| Liposcelididae (poux de livre) \| \| \| \| \| \| Phthiraptera (poux) \| \| \| \| |
|  |                                                                                        |
|  | Liposcelididae (poux de livre)                                                         |
|  |                                                                                        |
|  | Phthiraptera (poux)                                                                    |
|  |                                                                                        |

|  | Liposcelididae (poux de livre) |
|  |                                |
|  | Phthiraptera (poux)            |
|  |                                |

|  | Sphaeropsocidae                                                                        |
|  |                                                                                        |
|  | \| \| Liposcelididae (poux de livre) \| \| \| \| \| \| Phthiraptera (poux) \| \| \| \| |
|  |                                                                                        |
|  | Liposcelididae (poux de livre)                                                         |
|  |                                                                                        |
|  | Phthiraptera (poux)                                                                    |
|  |                                                                                        |

|  | Liposcelididae (poux de livre) |
|  |                                |
|  | Phthiraptera (poux)            |
|  |                                |

|  | Sphaeropsocidae                                                                        |
|  |                                                                                        |
|  | \| \| Liposcelididae (poux de livre) \| \| \| \| \| \| Phthiraptera (poux) \| \| \| \| |
|  |                                                                                        |
|  | Liposcelididae (poux de livre)                                                         |
|  |                                                                                        |
|  | Phthiraptera (poux)                                                                    |
|  |                                                                                        |

|  | Liposcelididae (poux de livre) |
|  |                                |
|  | Phthiraptera (poux)            |
|  |                                |

|  | Sphaeropsocidae                                                                        |
|  |                                                                                        |
|  | \| \| Liposcelididae (poux de livre) \| \| \| \| \| \| Phthiraptera (poux) \| \| \| \| |
|  |                                                                                        |
|  | Liposcelididae (poux de livre)                                                         |
|  |                                                                                        |
|  | Phthiraptera (poux)                                                                    |
|  |                                                                                        |

|  | Liposcelididae (poux de livre) |
|  |                                |
|  | Phthiraptera (poux)            |
|  |                                |

|  | Sphaeropsocidae                                                                        |
|  |                                                                                        |
|  | \| \| Liposcelididae (poux de livre) \| \| \| \| \| \| Phthiraptera (poux) \| \| \| \| |
|  |                                                                                        |
|  | Liposcelididae (poux de livre)                                                         |
|  |                                                                                        |
|  | Phthiraptera (poux)                                                                    |
|  |                                                                                        |

|  | Liposcelididae (poux de livre) |
|  |                                |
|  | Phthiraptera (poux)            |
|  |                                |

|  | Sphaeropsocidae                                                                        |
|  |                                                                                        |
|  | \| \| Liposcelididae (poux de livre) \| \| \| \| \| \| Phthiraptera (poux) \| \| \| \| |
|  |                                                                                        |
|  | Liposcelididae (poux de livre)                                                         |
|  |                                                                                        |
|  | Phthiraptera (poux)                                                                    |
|  |                                                                                        |

|  | Liposcelididae (poux de livre) |
|  |                                |
|  | Phthiraptera (poux)            |
|  |                                |

|  | Sphaeropsocidae                                                                        |
|  |                                                                                        |
|  | \| \| Liposcelididae (poux de livre) \| \| \| \| \| \| Phthiraptera (poux) \| \| \| \| |
|  |                                                                                        |
|  | Liposcelididae (poux de livre)                                                         |
|  |                                                                                        |
|  | Phthiraptera (poux)                                                                    |
|  |                                                                                        |

|  | Liposcelididae (poux de livre) |
|  |                                |
|  | Phthiraptera (poux)            |
|  |                                |

|                 | Coleorrhyncha |
|                 | |
| Auchenorrhyncha | \| \| Fulgoromorpha (cicadelles) \| \| \| \| \| \| Cicadomorpha (cigales, cicadelles, cercopes, etc) \| \| \| \| |
|                 | \| \| Fulgoromorpha (cicadelles) \| \| \| \| \| \| Cicadomorpha (cigales, cicadelles, cercopes, etc) \| \| \| \| |
|                 | Fulgoromorpha (cicadelles)                                                                                       |
|                 | |
|                 | Cicadomorpha (cigales, cicadelles, cercopes, etc)                                                                |
|                 | |

|  | Fulgoromorpha (cicadelles)                        |
|  |                                                   |
|  | Cicadomorpha (cigales, cicadelles, cercopes, etc) |
|  |                                                   |

|                 | Coleorrhyncha |
|                 | |
| Auchenorrhyncha | \| \| Fulgoromorpha (cicadelles) \| \| \| \| \| \| Cicadomorpha (cigales, cicadelles, cercopes, etc) \| \| \| \| |
|                 | \| \| Fulgoromorpha (cicadelles) \| \| \| \| \| \| Cicadomorpha (cigales, cicadelles, cercopes, etc) \| \| \| \| |
|                 | Fulgoromorpha (cicadelles)                                                                                       |
|                 | |
|                 | Cicadomorpha (cigales, cicadelles, cercopes, etc)                                                                |
|                 | |

|  | Fulgoromorpha (cicadelles)                        |
|  |                                                   |
|  | Cicadomorpha (cigales, cicadelles, cercopes, etc) |
|  |                                                   |

|                 | Coleorrhyncha |
|                 | |
| Auchenorrhyncha | \| \| Fulgoromorpha (cicadelles) \| \| \| \| \| \| Cicadomorpha (cigales, cicadelles, cercopes, etc) \| \| \| \| |
|                 | \| \| Fulgoromorpha (cicadelles) \| \| \| \| \| \| Cicadomorpha (cigales, cicadelles, cercopes, etc) \| \| \| \| |
|                 | Fulgoromorpha (cicadelles)                                                                                       |
|                 | |
|                 | Cicadomorpha (cigales, cicadelles, cercopes, etc)                                                                |
|                 | |

|  | Fulgoromorpha (cicadelles)                        |
|  |                                                   |
|  | Cicadomorpha (cigales, cicadelles, cercopes, etc) |
|  |                                                   |

|                 | Coleorrhyncha |
|                 | |
| Auchenorrhyncha | \| \| Fulgoromorpha (cicadelles) \| \| \| \| \| \| Cicadomorpha (cigales, cicadelles, cercopes, etc) \| \| \| \| |
|                 | \| \| Fulgoromorpha (cicadelles) \| \| \| \| \| \| Cicadomorpha (cigales, cicadelles, cercopes, etc) \| \| \| \| |
|                 | Fulgoromorpha (cicadelles)                                                                                       |
|                 | |
|                 | Cicadomorpha (cigales, cicadelles, cercopes, etc)                                                                |
|                 | |

|  | Fulgoromorpha (cicadelles)                        |
|  |                                                   |
|  | Cicadomorpha (cigales, cicadelles, cercopes, etc) |
|  |                                                   |

|                 | Coleorrhyncha |
|                 | |
| Auchenorrhyncha | \| \| Fulgoromorpha (cicadelles) \| \| \| \| \| \| Cicadomorpha (cigales, cicadelles, cercopes, etc) \| \| \| \| |
|                 | \| \| Fulgoromorpha (cicadelles) \| \| \| \| \| \| Cicadomorpha (cigales, cicadelles, cercopes, etc) \| \| \| \| |
|                 | Fulgoromorpha (cicadelles)                                                                                       |
|                 | |
|                 | Cicadomorpha (cigales, cicadelles, cercopes, etc)                                                                |
|                 | |

|  | Fulgoromorpha (cicadelles)                        |
|  |                                                   |
|  | Cicadomorpha (cigales, cicadelles, cercopes, etc) |
|  |                                                   |

|                 | Coleorrhyncha |
|                 | |
| Auchenorrhyncha | \| \| Fulgoromorpha (cicadelles) \| \| \| \| \| \| Cicadomorpha (cigales, cicadelles, cercopes, etc) \| \| \| \| |
|                 | \| \| Fulgoromorpha (cicadelles) \| \| \| \| \| \| Cicadomorpha (cigales, cicadelles, cercopes, etc) \| \| \| \| |
|                 | Fulgoromorpha (cicadelles)                                                                                       |
|                 | |
|                 | Cicadomorpha (cigales, cicadelles, cercopes, etc)                                                                |
|                 | |

|  | Fulgoromorpha (cicadelles)                        |
|  |                                                   |
|  | Cicadomorpha (cigales, cicadelles, cercopes, etc) |
|  |                                                   |

|                 | Coleorrhyncha |
|                 | |
| Auchenorrhyncha | \| \| Fulgoromorpha (cicadelles) \| \| \| \| \| \| Cicadomorpha (cigales, cicadelles, cercopes, etc) \| \| \| \| |
|                 | \| \| Fulgoromorpha (cicadelles) \| \| \| \| \| \| Cicadomorpha (cigales, cicadelles, cercopes, etc) \| \| \| \| |
|                 | Fulgoromorpha (cicadelles)                                                                                       |
|                 | |
|                 | Cicadomorpha (cigales, cicadelles, cercopes, etc)                                                                |
|                 | |

|  | Fulgoromorpha (cicadelles)                        |
|  |                                                   |
|  | Cicadomorpha (cigales, cicadelles, cercopes, etc) |
|  |                                                   |

|                 | Coleorrhyncha |
|                 | |
| Auchenorrhyncha | \| \| Fulgoromorpha (cicadelles) \| \| \| \| \| \| Cicadomorpha (cigales, cicadelles, cercopes, etc) \| \| \| \| |
|                 | \| \| Fulgoromorpha (cicadelles) \| \| \| \| \| \| Cicadomorpha (cigales, cicadelles, cercopes, etc) \| \| \| \| |
|                 | Fulgoromorpha (cicadelles)                                                                                       |
|                 | |
|                 | Cicadomorpha (cigales, cicadelles, cercopes, etc)                                                                |
|                 | |

|  | Fulgoromorpha (cicadelles)                        |
|  |                                                   |
|  | Cicadomorpha (cigales, cicadelles, cercopes, etc) |
|  |                                                   |

|  | Sphaeropsocidae                                                                        |
|  |                                                                                        |
|  | \| \| Liposcelididae (poux de livre) \| \| \| \| \| \| Phthiraptera (poux) \| \| \| \| |
|  |                                                                                        |
|  | Liposcelididae (poux de livre)                                                         |
|  |                                                                                        |
|  | Phthiraptera (poux)                                                                    |
|  |                                                                                        |

|  | Liposcelididae (poux de livre) |
|  |                                |
|  | Phthiraptera (poux)            |
|  |                                |

|  | Sphaeropsocidae                                                                        |
|  |                                                                                        |
|  | \| \| Liposcelididae (poux de livre) \| \| \| \| \| \| Phthiraptera (poux) \| \| \| \| |
|  |                                                                                        |
|  | Liposcelididae (poux de livre)                                                         |
|  |                                                                                        |
|  | Phthiraptera (poux)                                                                    |
|  |                                                                                        |

|  | Liposcelididae (poux de livre) |
|  |                                |
|  | Phthiraptera (poux)            |
|  |                                |

|  | Sphaeropsocidae                                                                        |
|  |                                                                                        |
|  | \| \| Liposcelididae (poux de livre) \| \| \| \| \| \| Phthiraptera (poux) \| \| \| \| |
|  |                                                                                        |
|  | Liposcelididae (poux de livre)                                                         |
|  |                                                                                        |
|  | Phthiraptera (poux)                                                                    |
|  |                                                                                        |

|  | Liposcelididae (poux de livre) |
|  |                                |
|  | Phthiraptera (poux)            |
|  |                                |

|  | Sphaeropsocidae                                                                        |
|  |                                                                                        |
|  | \| \| Liposcelididae (poux de livre) \| \| \| \| \| \| Phthiraptera (poux) \| \| \| \| |
|  |                                                                                        |
|  | Liposcelididae (poux de livre)                                                         |
|  |                                                                                        |
|  | Phthiraptera (poux)                                                                    |
|  |                                                                                        |

|  | Liposcelididae (poux de livre) |
|  |                                |
|  | Phthiraptera (poux)            |
|  |                                |

|  | Sphaeropsocidae                                                                        |
|  |                                                                                        |
|  | \| \| Liposcelididae (poux de livre) \| \| \| \| \| \| Phthiraptera (poux) \| \| \| \| |
|  |                                                                                        |
|  | Liposcelididae (poux de livre)                                                         |
|  |                                                                                        |
|  | Phthiraptera (poux)                                                                    |
|  |                                                                                        |

|  | Liposcelididae (poux de livre) |
|  |                                |
|  | Phthiraptera (poux)            |
|  |                                |

|  | Sphaeropsocidae                                                                        |
|  |                                                                                        |
|  | \| \| Liposcelididae (poux de livre) \| \| \| \| \| \| Phthiraptera (poux) \| \| \| \| |
|  |                                                                                        |
|  | Liposcelididae (poux de livre)                                                         |
|  |                                                                                        |
|  | Phthiraptera (poux)                                                                    |
|  |                                                                                        |

|  | Liposcelididae (poux de livre) |
|  |                                |
|  | Phthiraptera (poux)            |
|  |                                |

|  | Sphaeropsocidae                                                                        |
|  |                                                                                        |
|  | \| \| Liposcelididae (poux de livre) \| \| \| \| \| \| Phthiraptera (poux) \| \| \| \| |
|  |                                                                                        |
|  | Liposcelididae (poux de livre)                                                         |
|  |                                                                                        |
|  | Phthiraptera (poux)                                                                    |
|  |                                                                                        |

|  | Liposcelididae (poux de livre) |
|  |                                |
|  | Phthiraptera (poux)            |
|  |                                |

|  | Sphaeropsocidae                                                                        |
|  |                                                                                        |
|  | \| \| Liposcelididae (poux de livre) \| \| \| \| \| \| Phthiraptera (poux) \| \| \| \| |
|  |                                                                                        |
|  | Liposcelididae (poux de livre)                                                         |
|  |                                                                                        |
|  | Phthiraptera (poux)                                                                    |
|  |                                                                                        |

|  | Liposcelididae (poux de livre) |
|  |                                |
|  | Phthiraptera (poux)            |
|  |                                |

|                 | Coleorrhyncha |
|                 | |
| Auchenorrhyncha | \| \| Fulgoromorpha (cicadelles) \| \| \| \| \| \| Cicadomorpha (cigales, cicadelles, cercopes, etc) \| \| \| \| |
|                 | \| \| Fulgoromorpha (cicadelles) \| \| \| \| \| \| Cicadomorpha (cigales, cicadelles, cercopes, etc) \| \| \| \| |
|                 | Fulgoromorpha (cicadelles)                                                                                       |
|                 | |
|                 | Cicadomorpha (cigales, cicadelles, cercopes, etc)                                                                |
|                 | |

|  | Fulgoromorpha (cicadelles)                        |
|  |                                                   |
|  | Cicadomorpha (cigales, cicadelles, cercopes, etc) |
|  |                                                   |

|                 | Coleorrhyncha |
|                 | |
| Auchenorrhyncha | \| \| Fulgoromorpha (cicadelles) \| \| \| \| \| \| Cicadomorpha (cigales, cicadelles, cercopes, etc) \| \| \| \| |
|                 | \| \| Fulgoromorpha (cicadelles) \| \| \| \| \| \| Cicadomorpha (cigales, cicadelles, cercopes, etc) \| \| \| \| |
|                 | Fulgoromorpha (cicadelles)                                                                                       |
|                 | |
|                 | Cicadomorpha (cigales, cicadelles, cercopes, etc)                                                                |
|                 | |

|  | Fulgoromorpha (cicadelles)                        |
|  |                                                   |
|  | Cicadomorpha (cigales, cicadelles, cercopes, etc) |
|  |                                                   |

|                 | Coleorrhyncha |
|                 | |
| Auchenorrhyncha | \| \| Fulgoromorpha (cicadelles) \| \| \| \| \| \| Cicadomorpha (cigales, cicadelles, cercopes, etc) \| \| \| \| |
|                 | \| \| Fulgoromorpha (cicadelles) \| \| \| \| \| \| Cicadomorpha (cigales, cicadelles, cercopes, etc) \| \| \| \| |
|                 | Fulgoromorpha (cicadelles)                                                                                       |
|                 | |
|                 | Cicadomorpha (cigales, cicadelles, cercopes, etc)                                                                |
|                 | |

|  | Fulgoromorpha (cicadelles)                        |
|  |                                                   |
|  | Cicadomorpha (cigales, cicadelles, cercopes, etc) |
|  |                                                   |

|                 | Coleorrhyncha |
|                 | |
| Auchenorrhyncha | \| \| Fulgoromorpha (cicadelles) \| \| \| \| \| \| Cicadomorpha (cigales, cicadelles, cercopes, etc) \| \| \| \| |
|                 | \| \| Fulgoromorpha (cicadelles) \| \| \| \| \| \| Cicadomorpha (cigales, cicadelles, cercopes, etc) \| \| \| \| |
|                 | Fulgoromorpha (cicadelles)                                                                                       |
|                 | |
|                 | Cicadomorpha (cigales, cicadelles, cercopes, etc)                                                                |
|                 | |

|  | Fulgoromorpha (cicadelles)                        |
|  |                                                   |
|  | Cicadomorpha (cigales, cicadelles, cercopes, etc) |
|  |                                                   |

|                 | Coleorrhyncha |
|                 | |
| Auchenorrhyncha | \| \| Fulgoromorpha (cicadelles) \| \| \| \| \| \| Cicadomorpha (cigales, cicadelles, cercopes, etc) \| \| \| \| |
|                 | \| \| Fulgoromorpha (cicadelles) \| \| \| \| \| \| Cicadomorpha (cigales, cicadelles, cercopes, etc) \| \| \| \| |
|                 | Fulgoromorpha (cicadelles)                                                                                       |
|                 | |
|                 | Cicadomorpha (cigales, cicadelles, cercopes, etc)                                                                |
|                 | |

|  | Fulgoromorpha (cicadelles)                        |
|  |                                                   |
|  | Cicadomorpha (cigales, cicadelles, cercopes, etc) |
|  |                                                   |

|                 | Coleorrhyncha |
|                 | |
| Auchenorrhyncha | \| \| Fulgoromorpha (cicadelles) \| \| \| \| \| \| Cicadomorpha (cigales, cicadelles, cercopes, etc) \| \| \| \| |
|                 | \| \| Fulgoromorpha (cicadelles) \| \| \| \| \| \| Cicadomorpha (cigales, cicadelles, cercopes, etc) \| \| \| \| |
|                 | Fulgoromorpha (cicadelles)                                                                                       |
|                 | |
|                 | Cicadomorpha (cigales, cicadelles, cercopes, etc)                                                                |
|                 | |

|  | Fulgoromorpha (cicadelles)                        |
|  |                                                   |
|  | Cicadomorpha (cigales, cicadelles, cercopes, etc) |
|  |                                                   |

|                 | Coleorrhyncha |
|                 | |
| Auchenorrhyncha | \| \| Fulgoromorpha (cicadelles) \| \| \| \| \| \| Cicadomorpha (cigales, cicadelles, cercopes, etc) \| \| \| \| |
|                 | \| \| Fulgoromorpha (cicadelles) \| \| \| \| \| \| Cicadomorpha (cigales, cicadelles, cercopes, etc) \| \| \| \| |
|                 | Fulgoromorpha (cicadelles)                                                                                       |
|                 | |
|                 | Cicadomorpha (cigales, cicadelles, cercopes, etc)                                                                |
|                 | |

|  | Fulgoromorpha (cicadelles)                        |
|  |                                                   |
|  | Cicadomorpha (cigales, cicadelles, cercopes, etc) |
|  |                                                   |

|                 | Coleorrhyncha |
|                 | |
| Auchenorrhyncha | \| \| Fulgoromorpha (cicadelles) \| \| \| \| \| \| Cicadomorpha (cigales, cicadelles, cercopes, etc) \| \| \| \| |
|                 | \| \| Fulgoromorpha (cicadelles) \| \| \| \| \| \| Cicadomorpha (cigales, cicadelles, cercopes, etc) \| \| \| \| |
|                 | Fulgoromorpha (cicadelles)                                                                                       |
|                 | |
|                 | Cicadomorpha (cigales, cicadelles, cercopes, etc)                                                                |
|                 | |

|  | Fulgoromorpha (cicadelles)                        |
|  |                                                   |
|  | Cicadomorpha (cigales, cicadelles, cercopes, etc) |
|  |                                                   |

### Liste des familles
Liste des familles selon BioLib (8 octobre 2020) :
- famille Acanaloniidae Amyot & Audinet-Serville, 1843
- famille Acanthosomatidae Signoret, 1863
- famille Achilidae Stål, 1866
- famille Achilixiidae Muir, 1923
- famille Aclerdidae Ferris, 1937
- famille Adelgidae Schouteden, 1909
- famille Aenictopecheidae Usinger, 1932
- famille Aepophilidae Puton, 1879
- famille Aetalionidae Spinola, 1850
- famille Aleyrodidae Westwood, 1840
- famille Alydidae Amyot & Serville, 1843
- famille Anoeciinae
- famille Anthocephalidae Kaddumi, 2005 †
- famille Anthocoridae Fieber, 1837
- famille Aphalaridae Löw, 1879
- famille Aphelocheiridae Fieber, 1851
- famille Aphididae
- famille Aphrophoridae Amyot & Audinet-Serville, 1843
- famille Aradidae Brullé, 1836
- famille Archegocimicidae Handlirsch, 1906 †
- famille Arnoldidae †
- famille Artheneidae Stål, 1872
- famille Asterolecaniidae Cockerell, 1896
- famille Beesoniidae Ferris, 1950
- famille Belostomatidae Leach, 1815
- famille Berytidae Fieber, 1851
- famille Biturritiidae
- famille Blissidae Stål, 1862
- famille Caliscelidae Amyot & Audinet-Serville, 1843
- famille Callipappidae
- famille Calophyidae Vondráček, 1957
- famille Canopidae McAtee & Malloch, 1928
- famille Carayonemidae
- famille Carsidaridae Crawford, 1911
- famille Ceratocombidae Fieber, 1860
- famille Cercopidae Westwood, 1838
- famille Ceresopseidae Becker-Migdisova, 1958
- famille Cerococcidae Balachowsky, 1942
- famille Cicadellidae Latreille, 1802
- famille Cicadidae Latreille, 1802
- famille Cicadopsyllidae Martynov, 1931 †
- famille Cimicidae Latreille, 1802
- famille Cixiidae Spinola, 1839
- famille Clastopteridae Dohrn, 1859
- famille Coccidae Fallén, 1814
- famille Coelostomidiidae
- famille Coleoscytidae Martynov, 1935 †
- famille Colobathristidae Stål, 1865
- famille Conchaspididae
- famille Coreidae Leach, 1815
- famille Corixidae Leach, 1815
- famille Cryptorhamphidae Hamid, 1971
- famille Cuneocoridae Handlirsch, 1927 †
- famille Curaliidae Schuh, Weirauch & Henry, 2008
- famille Cydnidae Billberg, 1820
- famille Cymidae Baerensprung, 1860
- famille Dactylopiidae
- famille Delphacidae Leach, 1815
- famille Derbidae Spinola, 1839
- famille Diaspididae
- famille Dictyopharidae Spinola, 1839
- famille Dinidoridae Stål, 1868
- famille Dipsocoridae Dohrn, 1859
- famille Dorytocidae Emeljanov & Shcherbakov, 2018 †
- famille Dysmorphoptilidae Handlirsch, 1906 †
- famille Ebboidae Perrichot & al., 2006
- famille Electrococcidae †
- famille Elektraphididae Steffan, 1968 †
- famille Enicocephalidae Stål, 1860
- famille Eocimicidae Handlirsch, 1906 †
- famille Epipygidae Hamilton, 2001
- famille Eriococcidae
- famille Eurybrachidae Stål, 1862
- famille Flatidae Spinola, 1839
- famille Fulgoridae Latreille, 1807
- famille Fulgoridiidae Handlirsch, 1939 †
- famille Galgulidae Westwood, 1840
- famille Gelastocoridae Kirkaldy, 1897
- famille Gengidae Fennah, 1949
- famille Geocoridae Baerensprung, 1860
- famille Gerridae Leach, 1815
- famille Grimaldiellidae †
- famille Grohnidae †
- famille Hadrocoridae Handlirsch, 1920 †
- famille Halimococcidae
- famille Hammanococcidae †
- famille Hebridae Amyot & Serville, 1843
- famille Helotrephidae Esaki & China, 1927
- famille Henicocoridae Woodward, 1968
- famille Hermatobatidae Coutière & Martin, 1901
- famille Heterogastridae Stål, 1872
- famille Hispanocaderidae Golub & Popov, 2012 †
- famille Homotomidae Heslop-Harrison, 1958
- famille Hydrometridae Billberg, 1820
- famille Hyocephalidae Stål, 1874
- famille Hypochthonellidae China & Fennah, 1952
- famille Hypsipterygidae Drake, 1961
- famille Idiostolidae Scudder, 1962
- famille Ignotingidae Zhang, Golub, Popov & Shcherbakov, 2005 †
- famille Inkaidae †
- famille Issidae Spinola, 1839
- famille Jersicoccidae †
- famille Joppeicidae Reuter, 1910
- famille Jubisentidae Zhang, Ren & Yao, 2019 †
- famille Kermesidae Signoret, 1875
- famille Kerriidae
- famille Kinnaridae Muir, 1925
- famille Kobdocoridae Popov, 1986 †
- famille Kukaspididae †
- famille Kuwaniidae MacGillivray, 1921
- famille Labiococcidae †
- famille Lalacidae Hamilton, 1990 †
- famille Largidae Amyot & Audinet-Serville, 1843
- famille Lebanococcidae †
- famille Lecanodiaspididae
- famille Leptaphelocheiridae Polhemus, 2000 †
- famille Leptopodidae Brullé, 1836
- famille Lestoniidae China, 1955
- famille Liadopsyllidae Martynov, 1927 †
- famille Lithuanicoccidae †
- famille Liviidae Löw, 1879
- famille Lophopidae Stål, 1866
- famille Lyctocoridae Reuter, 1884
- famille Lygaeidae Schilling, 1829
- famille Macroveliidae McKinstry, 1942
- famille Madeoveliidae Poisson, 1959
- famille Malcidae Stål, 1865
- famille Malmopsyllidae Bekker-Migdisova, 1985 †
- famille Marchalinidae
- famille Margarodidae Newstead, 1901
- famille Matsucoccidae
- famille Meenoplidae Fieber, 1872
- famille Megarididae McAtee & Malloch, 1928
- famille Melizoderidae
- famille Membracidae Rafinesque, 1815
- famille Meschiidae Malipatil, 2014
- famille Mesopentacoridae Popov, 1968 †
- famille Mesotrephidae Popov, 1971 †
- famille Mesoveliidae Douglas & Scott, 1867
- famille Mesozoicaphididae Heie, 1992 †
- famille Micrococcidae
- famille Microphysidae Dohrn, 1859
- famille Mimarachnidae Shcherbakov, 2007 †
- famille Miridae Hahn, 1833
- famille Monophlebidae
- famille Myerslopiidae Evans, 1957
- famille Nabidae A. Costa, 1853
- famille Naucoridae Leach, 1815
- famille Neazoniidae Szwedo, 2007 †
- famille Neopsylloididae Bekker-Migdisova, 1985 †
- famille Nepidae Latreille, 1802
- famille Ninidae Barber, 1956
- famille Nogodinidae Melichar, 1898
- famille Notonectidae Latreille, 1802
- famille Ochteridae Kirkaldy, 1906
- famille Omaniidae Cobben, 1970
- famille Ortheziidae
- famille Oxycarenidae Stål, 1862
- famille Pachymeridiidae Handlirsch, 1906 †
- famille Pachynomidae Stål, 1873
- famille Palaeoleptidae Poinar & Buckley, 2009 †
- famille Palaeontinidae Handlirsch, 1906 †
- famille Paraphrynoveliidae Andersen, 1978
- famille Parastrachiidae Oshanin, 1922
- famille Peloridiidae Breddin, 1897
- famille Pennygullaniidae †
- famille Pentatomidae Leach, 1815
- famille Perforissidae Shcherbakov, 2007 †
- famille Phacopteronidae Heslop-Harrison, 1958
- famille Phenacoleachiidae
- famille Phloeidae Dallas, 1851
- famille Phoenicococcidae
- famille Phylloxeridae
- famille Piesmatidae Amyot & Serville, 1843
- famille Pityococcidae
- famille Plataspididae Dallas, 1851
- famille Pleidae Fieber, 1851
- famille Plokiophilidae China, 1953
- famille Polyctenidae Westwood, 1874
- famille Potamocoridae Usinger, 1941
- famille Primipentatomidae Yao, Cai, Rider & Ren, 2013 †
- famille Probascanionidae Handlirsch, 1921 †
- famille Progonocimicidae Handlirsch, 1906 †
- famille Propreocoridae Popov, Dolling & Whalley, 1994 †
- famille Protocoridae Handlirsch, 1906 †
- famille Protopsyllidiidae †
- famille Pseudococcidae
- famille Pseudonerthridae Martins-Neto & Goodwyn, 2005 †
- famille Psyllidae Latreille, 1807
- famille Pterocimicidae Popov & al., 1994 †
- famille Putoidae
- famille Pyrrhocoridae Amyot & Audinet-Serville, 1843
- famille Qiyangiricaniidae Szwedo, Wang & Zhang, 2011 †
- famille Reduviidae Latreille, 1807
- famille Rhopalidae Amyot & Audinet-Serville, 1843
- famille Rhyparochromidae Amyot & Audinet-Serville, 1843
- famille Ricaniidae Amyot & Audinet-Serville, 1843
- famille Saldidae Amyot & Serville, 1843
- famille Scaphocoridae Popov, 1968 †
- famille Schizopteridae Reuter, 1891
- famille Scutelleridae Leach, 1815
- famille Scytinopteridae Handlirsch, 1906 †
- famille Serafinidae †
- famille Shurabellidae Popov, 1971 †
- famille Steingeliidae
- famille Stemmocryptidae Štys, 1983
- famille Stenocephalidae Dallas, 1852
- famille Stenoviciidae Evans, 1956 †
- famille Stictococcidae
- famille Stigmacoccidae
- famille Surijokocixiidae Shcherbakov, 2000 †
- famille Taimyrocoridae Popov, 2016 †
- famille Termitaphididae Myers, 1924
- famille Tessaratomidae Stål, 1864
- famille Tettigarctidae Distant, 1905
- famille Tettigometridae Germar, 1821
- famille Thaumastellidae Seidenstücker, 1960
- famille Thaumastocoridae Kirkaldy, 1908
- famille Thyreocoridae Amyot & Audinet-Serville, 1843
- famille Tingidae Laporte, 1832
- famille Torrirostratidae Yao & al., 2014 †
- famille Triassocoridae Tillyard, 1922 †
- famille Triozidae Löw, 1879
- famille Trisegmentatidae Zhang, Sun & Zhang, 1994 †
- famille Tropiduchidae Stål, 1866
- famille Ulopidae
- famille Urostylididae Dallas, 1851
- famille Veliidae Brullé, 1836
- famille Velocipedidae Bergroth, 1891
- famille Venicoridae Yao & al., 2012 †
- famille Vetanthocoridae Yao & al., 2006 †
- famille Weitschatidae †
- famille Weiwoboidae Lin, Szwedo, Huang & Stroinski, 2010 †
- famille Xishanidae Hong, 1981 †
- famille Xylococcidae Pergrande, 1898
- famille Yetkhatidae Song, Szwedo & Bourgoin, 2019 †
- famille Yuripopovinidae Azar, Nel, Engel, Garrouste & Matocq, 2011 †